# Mirollia aeta
Mirollia aeta är en insektsart som beskrevs av Morgan Hebard 1922. Mirollia aeta ingår i släktet Mirollia och familjen vårtbitare. Inga underarter finns listade i Catalogue of Life.